# Balep korkun
Balep korkun là một loại bánh mì lát được tiêu thụ chủ yếu ở miền trung Tây Tạng. Nó có hình tròn, dẹt và tương đối dễ làm. Nguyên liệu là tsampa (bột lúa mạch), nước và bột nở. Nó được nấu trong chảo. Nó được mô tả là có bề ngoài tương tự như naan.